# محمد علي بن عثمان ميلادي
محمد علي بن عثمان ميلادي مواليد 12 مايو 1991 بمنزل تميم، هو لاعب كرة طائرة تونسي. يبلغ طوله 1.88 مترًا ويلعب دور لاعب مُعد.

## النوادي
- 2009 - 2013: النسر الرياضي بالهوارية ( تونس)
  - 2013 - عام 2014: النادي الأولمبي القليبي ( تونس)
- منذ 2014: الترجي الرياضي التونسي ( تونس)

## الجوائز

### الفريق الوطني
- البطولة العربية
  -  الفائز في عام 2012 ( البحرين)
- بطولة افريقيا تحت 21 سنة
  -  الفائز في عام 2010 ( ليبيا)
- بطولة العرب تحت 19 سنة
  -  الفائز في عام 2009 ( لبنان)
- بطولة افريقيا تحت 19 عام
  -  الفائز في عام 2008 ( مصر)

### النوادي
- بطولة تونس
  -  الفائز في 2015 و2016 و2018
- كأس تونس
  -  الفائز في عام 2017، 2018
- البطولة العربية للأندية البطلة
  -  الفائز في عام 2014 ( تونس)

### أخرى
- الفائز في بطولة راشد الدولية عام 2012 في دبي[4] ( الإمارات العربية المتحدة)
- الفائز بكأس الرئيس نور سلطان نزارباييف عام 2012[5] ( كازاخستان)
- المركز الثالث في بطولة نافيداد الدولية عام 2009 ( إسبانيا)
- المركز السادس في بطولة العالم للكرة الطائرة ناشئين 2009 ( إيطاليا)
- المركز الثامن في بطولة العالم تحت 23 عام 2013 ( البرازيل)

## الجوائز والأوسمة
- أفضل متلقي للبطولة العربية تحت 19 سنة 2009

## روابط خارجية
- محمد علي بن عثمان ميلادي على موقع عالم الكرة الطائرة (الإنجليزية)
- محمد علي بن عثمان ميلادي على موقع أوليمبيديا (الإنجليزية)
- "محمد علي بن عثمان ميلادي". fivb.org (بالإنجليزية). Archived from the original on 2024-12-14. Retrieved 2018-04-01..